# استوارت ویتمن
استوارت مکسول ویتمن (انگلیسی: Stuart Maxwell Whitman؛ زاده ۱ فوریهٔ ۱۹۲۸ – درگذشته ۱۶ مارس ۲۰۲۰) بازیگر اهل ایالات متحده آمریکا بود. وی بین سال‌های ۱۹۵۱ تا ۲۰۱۱ میلادی فعالیت می‌کرد و نامزد دریافت جایزه اسکار بهترین بازیگر نقش اول مرد و برنده جایزه امی بهترین بازیگر مرد تلویزیونی و نامزد دریافت جایزه لورل طلایی بهترین بازیگر نقش مکمل مرد بود. وی از دوستان صمیمی بهروز وثوقی بود.
از فیلم‌هایی که وی در آن نقش داشته‌است، می‌توان به سایه‌های ناآشنا در اتاقی خالی، آهنگ منقطع، مردی با سگ شکاری، کومانچروها، قهرمانان و سیمارون اشاره کرد.